# Slidrefjorden

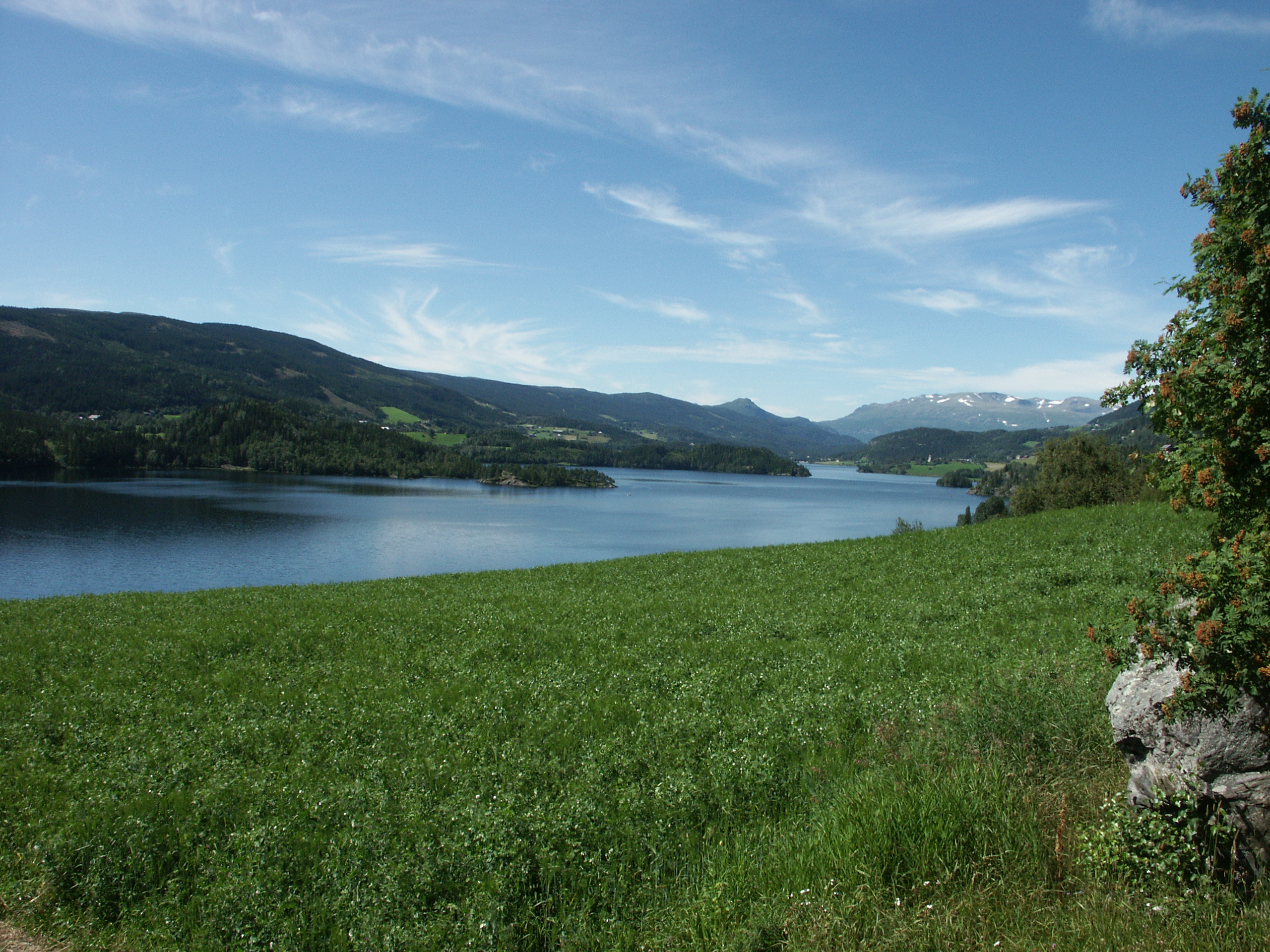
Norra delen av Slidrefjorden

Slidrefjorden är en insjö som ligger i kommunerna Vestre Slidre och Vang i Innlandet fylke i Norge. Insjön är en del av Begnavassdraget. Den har en areal på 11,29 km².